# Sacciolepis angustissima
Sacciolepis angustissima är en gräsart som först beskrevs av Ferdinand von Hochstetter och Ernst Gottlieb von Steudel, och fick sitt nu gällande namn av João Geraldo Kuhlmann. Sacciolepis angustissima ingår i släktet Sacciolepis och familjen gräs. Inga underarter finns listade i Catalogue of Life.